# Romualdo Marenco
Romualdo Giovanni Battista Marenco (Novi Ligure, 1 de marzo de 1841-Milán, 9 de octubre de 1907) fue un compositor, coreógrafo, director de orquesta, violinista y profesor italiano, conocido principalmente por sus composiciones para ballet.

## Biografía
Inició su carrera musical como violinista en el Teatro Doria de Génova. Su primera composición fue el ballet El Desembarco de Garibaldi en Marsala. Fue nombrado director de orquesta del Teatro de La Scala de Milán y también dirigió allí la compañía de ballet durante siete años. Sus ballets más conocidos fueron escritos en colaboración con el coreógrafo Luigi Manzotti durante ese período.
Su obra más recordada es el ballet Excelsior, compuesto en 1881, un homenaje al progreso científico e industrial del siglo XIX, desde la luz eléctrica hasta el telégrafo, la máquina de vapor, el túnel ferroviario de Fréjus y el canal de Suez. Como tal, presagia el movimiento del futurismo. En los primeros nueve meses se representó cien veces en Italia y en el extranjero. Actualmente, todavía se representa.

## Obras

### Ópera
- Lorenzino de' Medici (1874)
- I Moncalda  (1880)
- Federico Struensée (1908)

### Operetas
- Le Diable au corps (1884)
- Strategia d'amore (1896)

### Ballets
- Lo sbarco di Garibaldi a Marsala (1868)
- Amore e Arte (1869)
- Bianca di Nevers (1872)
- I sette peccati capitali (1873)
- Tentazione (retitulado Ermanzia, 1874)
- Sieba (1878)
- Delial (1880)
- Excelsior (1881)
- Dai Natha (1882)
- L'astro di Afgan (1883)
- Amor (1886)
- Annibale (1888)
- Teodora (1889)
- Sport (1897)
- Eureka (1901)
- Bacco e Gambrinus (1904)
- Luce (1905)

### Otras obras
- Dos sinfonías
- Marcha Inaugural para la Exposición Universal de Turín
- Bella Elvezia
- Himno a Ticino